# Schefflera longifolia
Schefflera longifolia är en araliaväxtart som först beskrevs av Carl Ludwig von Blume, och fick sitt nu gällande namn av René Viguier. Schefflera longifolia ingår i släktet Schefflera och familjen araliaväxter. Inga underarter finns listade.